# Achille Emperaire
Jean Joseph Achille Emperaire est un peintre provençal né le 16 septembre 1829 et mort le 8 janvier 1898 à Aix-en-Provence. Auteur de nombreux dessins au fusain et à la sanguine, il se caractérise par une prédilection pour les formes courbes qui le démarque de la peinture impressionniste incarnée par son ami et compatriote Paul Cézanne. Auteur d'une carrière marquée par la malchance et la misère, il laisse une œuvre singulière et qualifiée d'intrigante.
Par analogie avec son nom, on lui attribuait parfois le surnom d'« Imperator ».

## Biographie
Achille Emperaire naît le 16 septembre 1829 à Aix-en-Provence, nain et bossu, d'un père vérificateur des poids et mesures à la sous-préfecture, Louis Casimir Emperaire, et de Françoise Aubert. André Gouirand, dans l'Encyclopédie des Bouches-du-Rhône, parle d'« un homme de petite taille, un peu bossu avec une tête de mousquetaire de Louis XIII qui s'en allait dans la vie avec une canne ou un parapluie, placé sous son pardessus par derrière, à la façon d'une épée. »

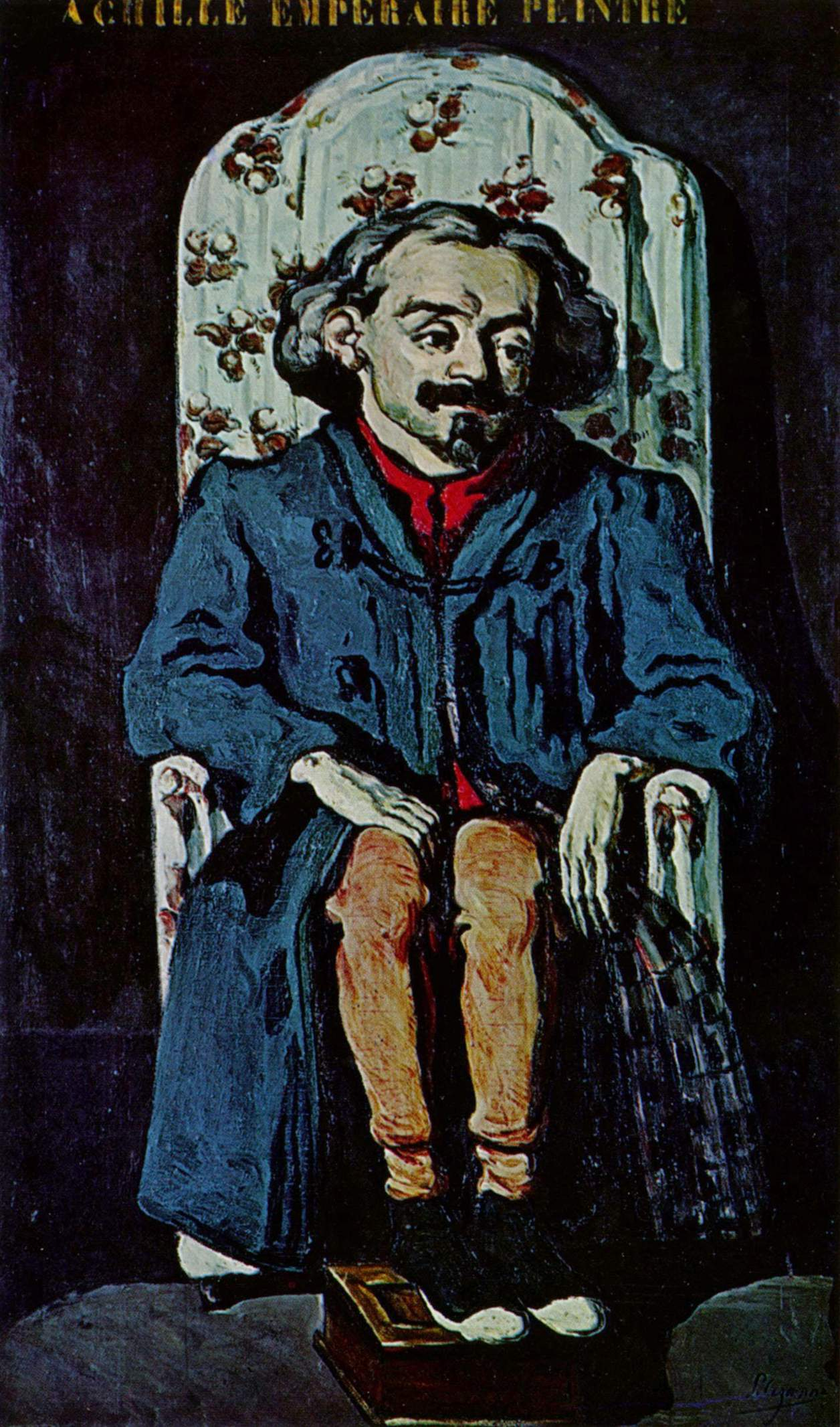
Portrait d'Achille Emperaire par Paul Cézanne, musée d'Orsay.

En plus des handicaps physiques, Emperaire eut la malchance de vivre l'essentiel de sa vie dans la misère et la déception. Paul Cézanne, son ami, écrit à son sujet : « J'ai encore un brave ami de ce temps-là. Eh bien, il n'est pas arrivé. N'empêche qu'il était bougrement plus peintre que tous les galvaudeux à médailles et à décorations que c'est à faire suer. » Lorsqu'il fait la connaissance d'Emperaire, au musée d'Aix, qui deviendra le musée Granet, Cézanne est en compagnie de Joachim Gasquet. L'effet que lui fait le petit homme est des plus négatifs. Lors de la conversation, il l'entretient dans « ses imaginations de vieillard, ses illusions de nabot illuminé, lui donnant une grande heure de joie à lui faire toucher, vivre comme réalisé, son rêve de maîtrise inconnue. » Chuchotant à l'oreille de Gasquet, Cézanne lui glisse : « Il y a du Frenhofer en lui », en référence au peintre raté de la nouvelle de Balzac, Le Chef-d'œuvre inconnu. Pourtant, la commisération que Cézanne éprouve au premier abord pour Emperaire va progressivement se transformer en admiration.
Achille Emperaire apprend le dessin en suivant les cours de l'école de dessin d'Aix-en-Provence de 1844 à 1856, dont le directeur était Joseph Marc Gibert. Cézanne, lui, n'entrera à cette école qu'en 1858. Paradoxalement, c'est à Paris que se rencontreront à nouveau les deux Aixois, en 1861, aux cours de l'Académie de Charles-Suisse. Cézanne sera l'auteur d'un portrait d'Emperaire resté célèbre. Certes, Emperaire y apparaît petit voire difforme et maladif mais il n'empêche que Cézanne donne là une posture monumentale à son ami, faisant de lui un quasi-équivalent au Napoléon 1er sur le trône impérial d'Ingres. Pour preuve, la mise en scène est surmontée de la description manuscrite : « Achille Emperaire peintre », dont le terme Emperaire, au centre, laisse croire qu'on y lit le mot « Empereur ».

### Une vie parisienne dans la misère
À sa sortie de l'école de dessin d'Aix-en-Provence, Emperaire est décidé à monter à Paris. À partir de 1857, il multiplie les allées et venues entre Aix-en-Provence et la capitale et s'inscrit à l'atelier Couture. Obsédé par la volonté de réussir, il frappe à toutes les portes et cherche tous les appuis, quitte à vivre dans la misère. Le célèbre marchand de couleurs, le père Tanguy, disait à Émile Bernard qu'« Emperaire avait résolu le difficile problème de vivre à Paris avec 50 centimes par jour. »
Durant sa période parisienne, Emperaire vit dans une grande misère. Il écrira plus tard dans sa correspondance : « [...] Lorsque par hasard je peux dépenser 80 centimes pour un repas, cela tourne à l'orgie. [...] Le reste du temps, pour sauter un repas, je fais taire mon estomac avec quelques miettes de pain dans du vin et de l'eau sucrée. ». Et, plus tard : « Paris est un vaste tombeau, un simple et terrible mirage pour la généralité. Pour quelques-uns qui s'en tirent, mais croyez-le ils ne sont pas de notre bord, tout le monde succombe. »

### Un drame avant l'exposition
Alors qu'enfin les portes du Salon sont sur le point de s'ouvrir pour lui, le destin d'Emperaire, décidément maudit, connaît un drame. La veille de l'exposition, dans la précipitation de l'événement, Emperaire badigeonne sa toile d'un vernis qu'il n'avait pas testé précédemment. Alors qu'il vient chercher son œuvre pour aller l'accrocher au Salon, il la découvre rongée par le produit. Retenant la leçon, il décide désormais de se passer de vernis quitte à présenter des œuvres plus fragiles. C'est une des raisons pour lesquelles une grande partie de l'œuvre d'Emperaire a disparu. C'est grâce notamment à l'intervention du fils de Joseph Ravaisou, un autre peintre aixois, que l'on peut admirer encore aujourd'hui un certain nombre de ses tableaux.
Dans la déception et la désillusion, Emperaire comprend que son aventure parisienne est un échec total. Pourtant, une commande de copie du Louvre, aussi inattendue que salvatrice, va lui permettre de recevoir 1 000 francs, une fortune. Cette somme réglera ses dettes et le voyage du retour. Car Emperaire ne veut plus entendre parler de Paris. Il rentre à Aix-en-Provence (octobre 1873).

### Carrière aixoise
Malgré un bref séjour à Paris entre 1881 et 1882 où il est nommé receveur-délégué de la Société libre des Artistes français, 1873 est bien un retour quasi-définitif dans sa ville natale où il loge au n° 2 place des Prêcheurs. Il fréquente alors le café Beaufort, sur le cours Saint-Louis, à Aix-en-Provence, lieu de réunion des artistes de la ville comme Ravaisou ou Solari.
À Aix-en-Provence, Emperaire aime à se retirer pour peindre au vallon des Gardes, près du Tholonet. Jusqu'à la fin de sa vie, malgré l'opposition de membres influents des académies de peinture et d'écoles de Beaux-Arts, l'artiste fait preuve d'une force de caractère hors du commun. Gasquet évoque « ses nerfs d'acier et son orgueil de fer », un homme qui, au moment de la mort, croyait encore « à la beauté du monde, à son art, à son génie ».
Achille Emperaire meurt dans son appartement du n° 15 rue Émeric-David, à Aix-en-Provence, le 8 janvier 1898, dans la solitude et la simplicité de l'homme qu'il était. Il est inhumé au cimetière Saint-Pierre d'Aix-en-Provence.

## Œuvre et thèmes

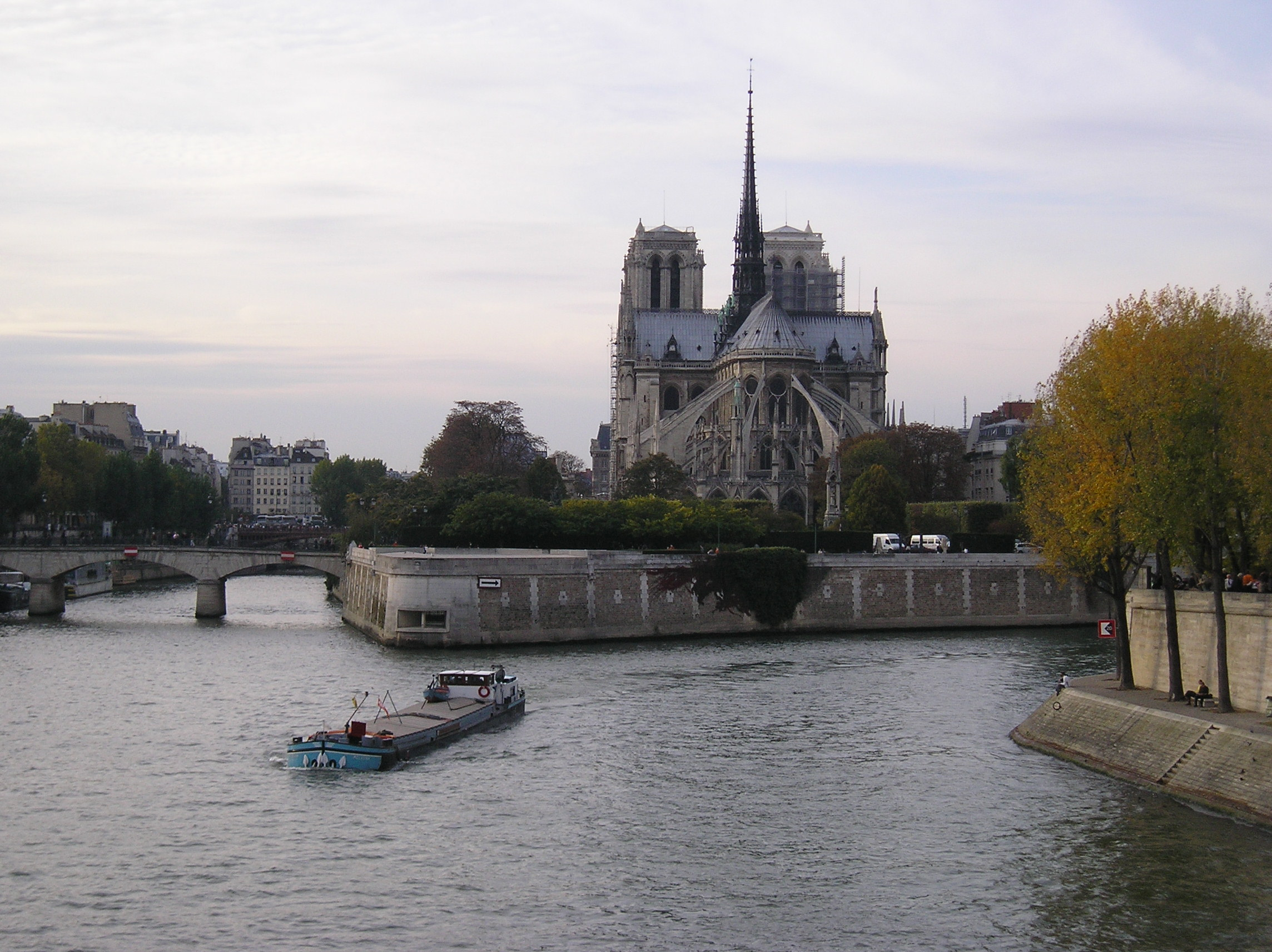
L'île de la Cité, un lieu qu'a fréquenté Achille Emperaire lors de sa formation parisienne.

Il est l'auteur d'œuvres de petit format, en raison du coût élevé des toiles qu'il ne pouvait s'offrir, et notamment de dessins au fusain et à la sanguine. Pour la même raison, les couleurs qu'il emploie sont peu nombreuses.

### Rejet de l'influence de Cézanne
Bien qu'il fût ami de Cézanne, il rejetait en revanche son style. Pour ses nus et ses paysages, il préférait en effet l'emploi de matières épaisses. Pour John Rewald, Emperaire « a su échapper à [l']influence [de Cézanne] [...] et son œuvre dénote une personnalité surprenante et un caractère fort curieux. » Dans le même temps, Emperaire fréquente les cours de l'atelier de Couture. Cette influence tendra à développer chez lui une passion pour Titien et ses galeries de Vénitiens. Il retrouve ce genre de peinture chez Manet dont le célèbre Déjeuner sur l'herbe, exposé au salon des refusés de 1863, fait scandale.
Ses relations avec Cézanne sont d'ailleurs fortement tourmentées. Si les deux hommes se vouent une amitié empreinte de respect, le départ de Paris d'Emperaire provoque une brouille entre eux. En quittant son appartement de la rue de Jussieu, Emperaire évoque ce « fils de financier » et « cet homme aux manières de gredin » qu'il accuse de l'avoir trompé.
La brouille ne durera pas. À l'été 1878, par exemple, on voit Cézanne demander à son ami Émile Zola de trouver un emploi pour Emperaire à Paris. Zola parvient à faire nommer Emperaire aux égouts de la ville mais le manque de lumière ne sied pas au peintre qui ne s'épanouit que dans la lumière et il refuse la place.

### Le peintre des «croupes»
Les toiles d'Emperaire consacrées au paysage sont extrêmement rares. L'artiste préfère s'attacher aux courbes anatomiques. Ses femmes, dessinées d'après le modèle féminin en vogue dans l'Aix-en-Provence de l'époque, Clémentine, possèdent des hanches rondes ; l'œil est attiré vers la croupe des chevaux qu'il dessine (Amazone, huile sur bois). « C'est en modelant qu'on dessine » répète-t-il pour justifier sa technique. Ses femmes possèdent une véritable ressemblance avec les odalisques de Delacroix même si Emperaire jure qu'il a ce peintre en aversion.

### Un peintre incompris

#### Querelle surSuzanne...à l'exposition de 1887
De retour à Aix-en-Provence après une aventure parisienne qui n'aura pas tenu ses promesses, Emperaire présente en 1887 quatre dessins et trois huiles au musée d'Aix-en-Provence à l'occasion de la célébration du quatrième centenaire du rattachement de la Provence à la France. Emperaire accroche pour l'occasion une toile de dimension exceptionnelle : La République s'offrant aux hommages de ses adorateurs. Le titre, jugé peu conforme à l'esprit de la manifestation, suscite une vive querelle. La toile est installée en un endroit indu et rebaptisée Suzanne au bain.
Le journal La Provence Nouvelle se fait l'écho de la polémique : « Une mention spéciale [...] est due [à l'œuvre d'Emperaire], car elle a été l'objet d'un conflit qui mettait en jeu l'existence même de l'exposition. L'auteur avait voulu représenter "la République s'offrant aux hommages de ses adorateurs". Un tel sujet, sa grandeur nature, tout mérite d'exécution à part, exigeait une place d'honneur. Le monde officiel voulut l'exiger aussi. Mais la Commission, se basant sur l'exclusion absolue de la politique, qui était sa loi formelle, s'obstina à refuser au tableau une place indue. »
Emperaire se heurte à une réelle incompréhension pour une œuvre qu'il ne veut nullement provocatrice. Un autre numéro de la Provence Nouvelle ajoute : « Monsieur Emperaire [...] expose quatre pages dont la première idée de sa République-Suzanne, dessin toujours énergiquement diffus. Il paraît que l'artiste ne connaît la femme que sous la forme d'un être à quatre pattes offrant ce qu'on ne lui demande pas. Quant aux yeux, ce sont pour lui des ennemis jurés, des organes de perdition. Il n'y a pas un seul œil dans les sept morceaux qu'il expose. »

### Un peintre décrié
Les œuvres d'Emperaire ont souvent été décriées par ses spectateurs. Deux de ses tableaux catalysent le déchaînement des violences verbales qui se sont ensuivies lorsque ceux-ci furent présentés au public.

#### Bethsabée aux bains
Le journal Provence Nouvelle se déchaîne contre Emperaire lors de la présentation du tableau en 1895 : « Devant une grande toile, dans un riche cadre, les dames s'arrêtaient un moment en poussant des cris d'orfraie. C'était le numéro 55, désignant par la légende du livret, Bethsabée aux bains. Ce pluriel, qui n'est qu'une coquille d'imprimerie, a fait du tort à l'artiste. Quels bains ? Les bains de Saint-Amand, la piscine de Siloé ou celle des bains Sextius ? Des eaux bien sales dans tous les cas ; le futur concessionnaire devra pourvoir à plus de limpidité. Très réussi comme chair cadavérique. Géricault n'a pas fait mieux pour ses noyés du radeau de la Méduse. »

#### Le Duel

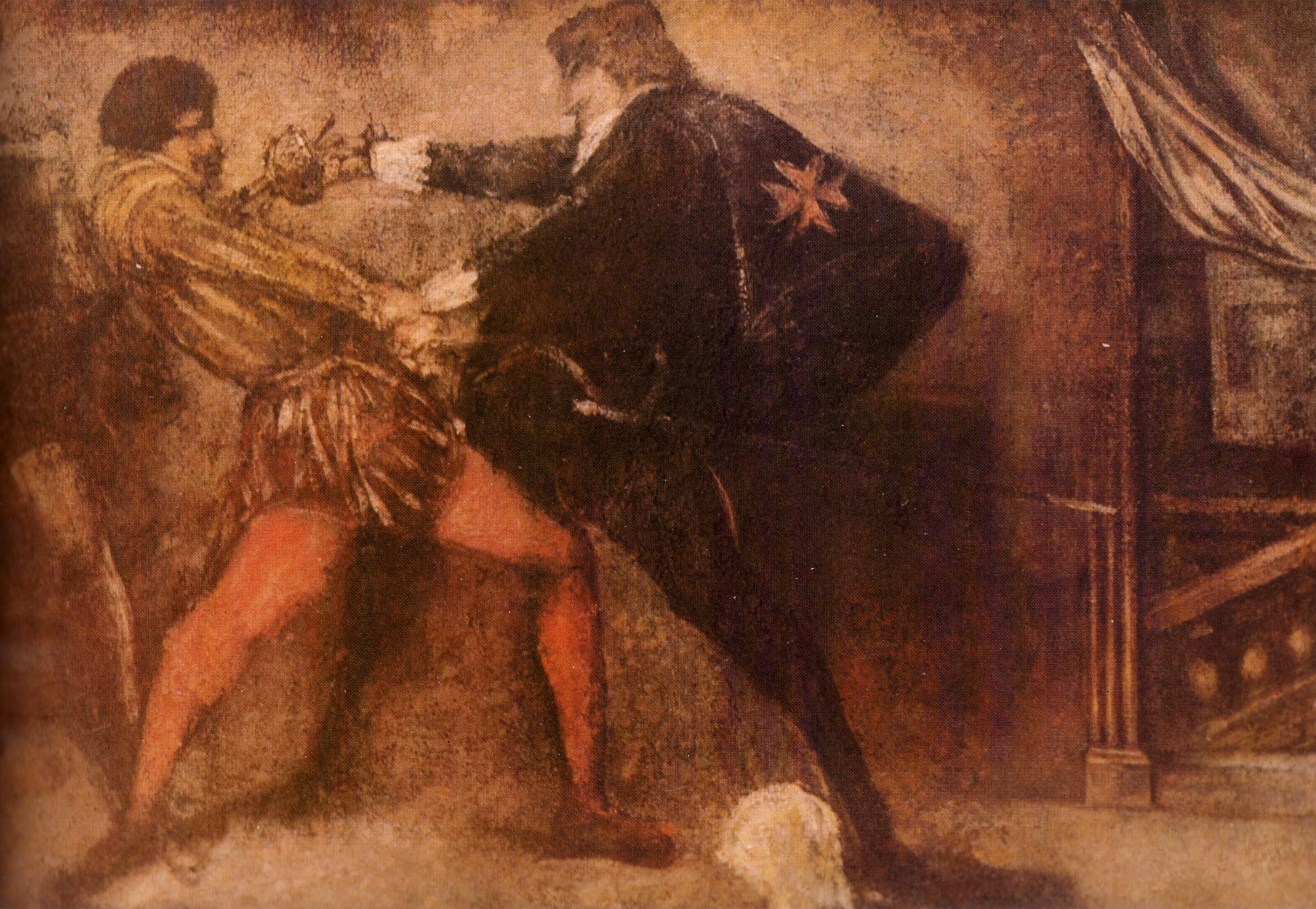
Le Duel, par Achille Emperaire, huile sur toile.

Le même soir, un autre tableau d'Emperaire n'échappe pas davantage aux critiques du journaliste : « Du même auteur, un duel célèbre dans lequel périt un gentilhomme embroché par une énorme colichemarde. On a critiqué des effets de torse, et une mêlée de jambes invraisemblable. L'artiste est ici victime d'une place trop élevée sur la cimaise, dans le voisinage du plafond. Si ce tableau était vu de face, tous ces effets de bras et de jambes s'expliqueraient mieux ! »
Emperaire se trouvait face à des opposants puissants qui lui faisaient payer des prises de position courageuses mais risquées. Et peu osaient le suivre et se mettre de son côté. Le critique artistique Pierre Berriat éprouvait une vive colère à l'encontre des officiels qu'il jugeait responsables du discrédit de l'artiste : « Et Emperaire, n'a-t-il pas été en butte à leurs sarcasmes ? Ne l'ont-ils pas laissé mourir de misère pour avoir seul osé s'opposer à la Commission des Beaux-arts, dont il faisait partie, à leurs tripotages honteux dont la résultante a été la spoliation du legs Granet, trois cents tableaux ou objets d'art disparus, avec lesquels ils se firent des amis, se créèrent des influences ? »

## Redécouverte de l'œuvre d'Emperaire

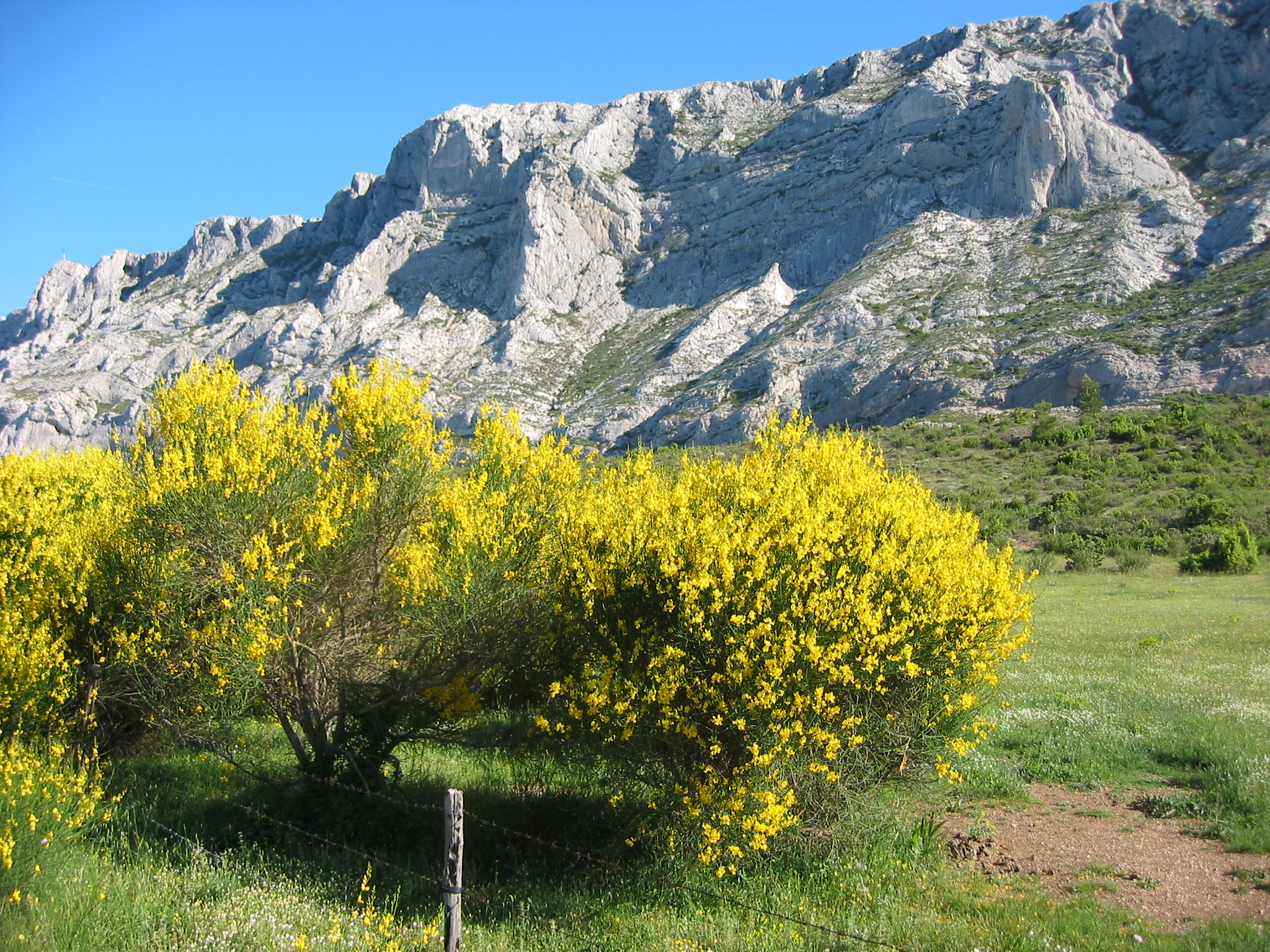
La montagne Sainte-Victoire près du Tholonet.

Emperaire ayant pour coutume de dessiner et peindre dans son atelier du vallon des Gardes, non loin de la montagne Sainte-Victoire, il n'accordait guère d'attention à son travail et ne se souciait pas réellement de sa sauvegarde. C'est ainsi qu'après la mort de l'artiste, son neveu, considéré par beaucoup comme un excentrique, fait la découverte des toiles et des dessins de son oncle dispersés par le vent et détériorés par la pluie. Le fils du peintre Joseph Ravaisou avait un cabanon à côté de celui d'Emperaire. Par chance, il est présent au moment où il voit ce neveu faire un feu des œuvres ainsi que de la correspondance qui les accompagnait. C'est ainsi que l'essentiel du travail d'Emperaire fut sauvé.

## Liste non exhaustive des œuvres d'Emperaire
- Nu couché
- Baigneuse de Saul (au revers un autoportrait)
- Portrait de femme en buste (au revers un nu couché)
- Paysage de la campagne d'Aix
- Nature morte ou pichet (au revers deux amazones traversant un bois)
- Nature morte aux pêches ainsi que plusieurs dessins
- Amazone
- La République s'offrant aux hommages de ses adorateurs ou Suzanne au bain (1887)
- Bethsabée aux bains (1895)
- Le Duel (1895)